# Tonight (album)
Vous lisez un « bon article » labellisé en 2022.
Pour les articles homonymes, voir Tonight.
Albums de David Bowie
Love You till Tuesday
(1984) Labyrinth
(1986)
Singles
1. Blue Jean
Sortie : septembre 1984
2. Tonight
Sortie : novembre 1984
3. Loving the Alien
Sortie : mai 1985

Tonight est le seizième album studio du chanteur britannique David Bowie. Il est sorti le 24 septembre 1984 sur le label EMI.
Dans la foulée du succès mondial rencontré en 1983 par l'album Let's Dance et la tournée Serious Moonlight Tour, Bowie commence à travailler sur Tonight dès le printemps 1984 au Studio de Morin-Heights, au Québec. Il rappelle la plupart des musiciens ayant participé à Let's Dance, mais choisit de faire appel à un jeune producteur, Derek Bramble, plutôt qu'à Nile Rodgers. L'enregistrement est tendu et l'ingénieur du son Hugh Padgham remplace Bramble pour les dernières séances.
Afin de ne pas dérouter les fans qui l'ont découvert avec Let's Dance, Bowie choisit de rester dans le genre dance-pop, même si certains morceaux de l'album sont teintés de reggae ou de rhythm and blues. Par manque d'inspiration ou d'implication, il n'écrit seul que deux des neuf chansons, les autres étant des collaborations avec Iggy Pop ou des reprises.
Tonight rencontre un grand succès commercial à sa sortie, mais les critiques sont divisées et les trois singles qui en sont tirés (Blue Jean, Tonight et Loving the Alien) réalisent de moins bonnes performances dans les hit-parades que ceux de Let's Dance. Avec le recul, cet album est généralement considéré comme l'un des moins bons de la discographie de Bowie.

## Histoire

### Contexte

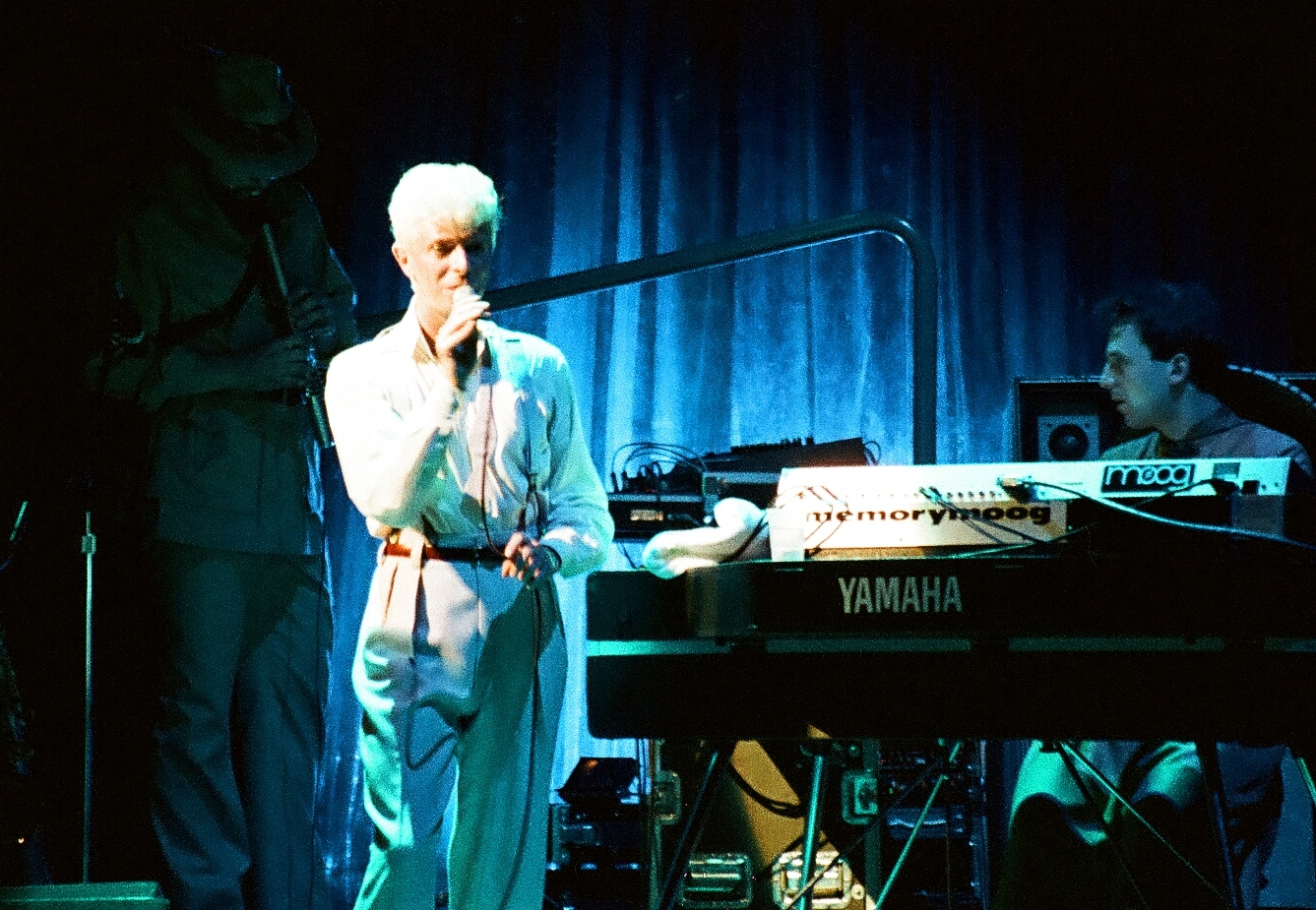
David Bowie pendant le Serious Moonlight Tour, en 1983.

Après la sortie de son quinzième album studio, Let's Dance, en avril 1983, David Bowie s'embarque dans une tournée mondiale de sept mois, le Serious Moonlight Tour. Le virage pop pris par sa musique lui permet de rencontrer un succès incomparable à ce qu'il a connu jusqu'alors dans sa carrière. Ses disques battent des records de ventes et il se produit dans des stades immenses, mais il a l'impression de ne pas réellement connaître son nouveau public.
À la fin de la tournée, en décembre 1983, Bowie se sent créativement vidé. Il part quelques semaines en vacances à Bali et à Java avec son ami Iggy Pop, ce qui lui donne envie de collaborer avec lui pour son prochain album. Sa maison de disques, EMI, lui réclame avec insistance un nouveau disque afin de capitaliser sur le succès de Let's Dance, quand bien même il ne se sent pas encore prêt,. Il envisage d'abord de publier un album live à partir d'enregistrements du Serious Moonlight Tour. Bob Clearmountain, l'ingénieur du son de Let's Dance, se charge du mixage des bandes, mais ce projet, censé paraître en 1984, est en fin de compte mis de côté au profit d'un nouvel album studio.

### Enregistrement

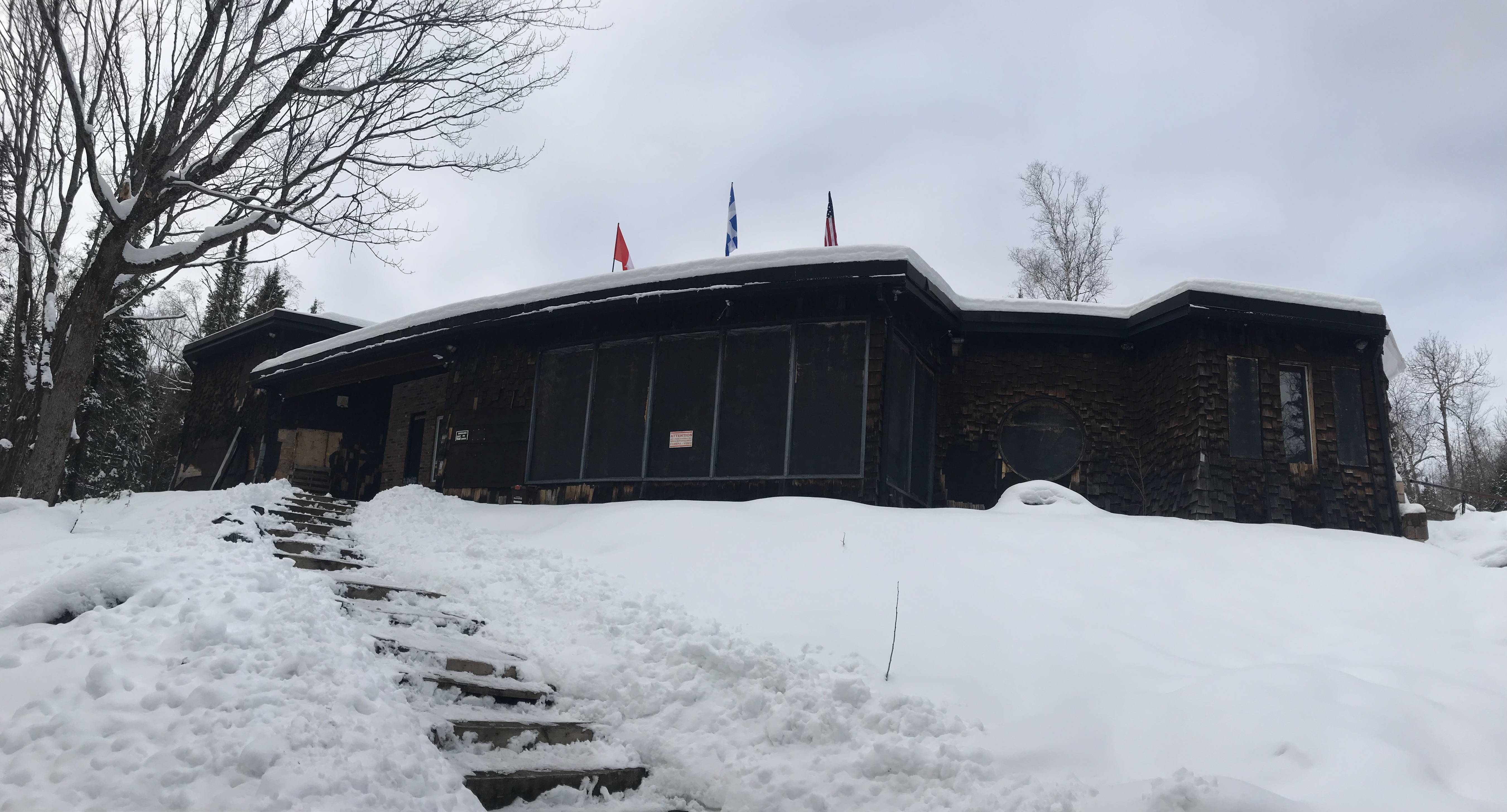
Le Studio en 2018.

Bowie décide de ne pas rappeler Nile Rodgers, le producteur de Let's Dance. Surpris par cette décision, Rodgers estime a posteriori que le chanteur a voulu prouver qu'il n'avait pas besoin de lui pour réaliser un album à succès. Pour le remplacer, Bowie fait appel à Derek Bramble, ancien bassiste du groupe de funk Heatwave qui a récemment travaillé pour David Grant (en), le chanteur du groupe Linx (en). Comme il l'avait fait avec Rodgers, Bowie invite Bramble aux studios Mountain de Montreux pour travailler sur des démos. Ils enregistrent ainsi quelques chansons aux forts accents de reggae avec des musiciens suisses qui décrivent par la suite ces démos comme très prometteuses.
Bowie sollicite également Bob Clearmountain, mais celui-ci n'est pas disponible et suggère au chanteur de prendre contact avec Hugh Padgham, qui a travaillé comme ingénieur du son pour Genesis, Peter Gabriel et XTC et plus récemment comme producteur pour The Police. Padgham accepte, même s'il n'est pas entièrement séduit par l'idée d'être simple ingénieur du son sur ce projet. C'est lui qui propose à Bowie d'enregistrer l'album à Morin-Heights, au Québec, dans un studio d'enregistrement simplement baptisé Le Studio où il a eu l'occasion de travailler avec The Police.
Les séances d'enregistrement de Tonight se déroulent au Studio de mai à juin 1984. Elles durent cinq semaines, ce qui est inhabituellement long pour Bowie. Comme sur Let's Dance, il choisit de se contenter de chanter, ne joue d'aucun instrument et laisse une grande liberté aux musiciens qui l'accompagnent. Ces derniers sont presque tous des participants des séances de Let's Dance, à l'exception de trois nouveaux venus : le choriste Curtis King, le trompettiste Mark Pender (en) et le joueur de marimba Guy St Onge. Carlos Alomar, collaborateur de longue date de Bowie, fait aussi son retour ; absent de Let's Dance, il a participé au Serious Moonlight Tour comme guitariste et directeur musical.

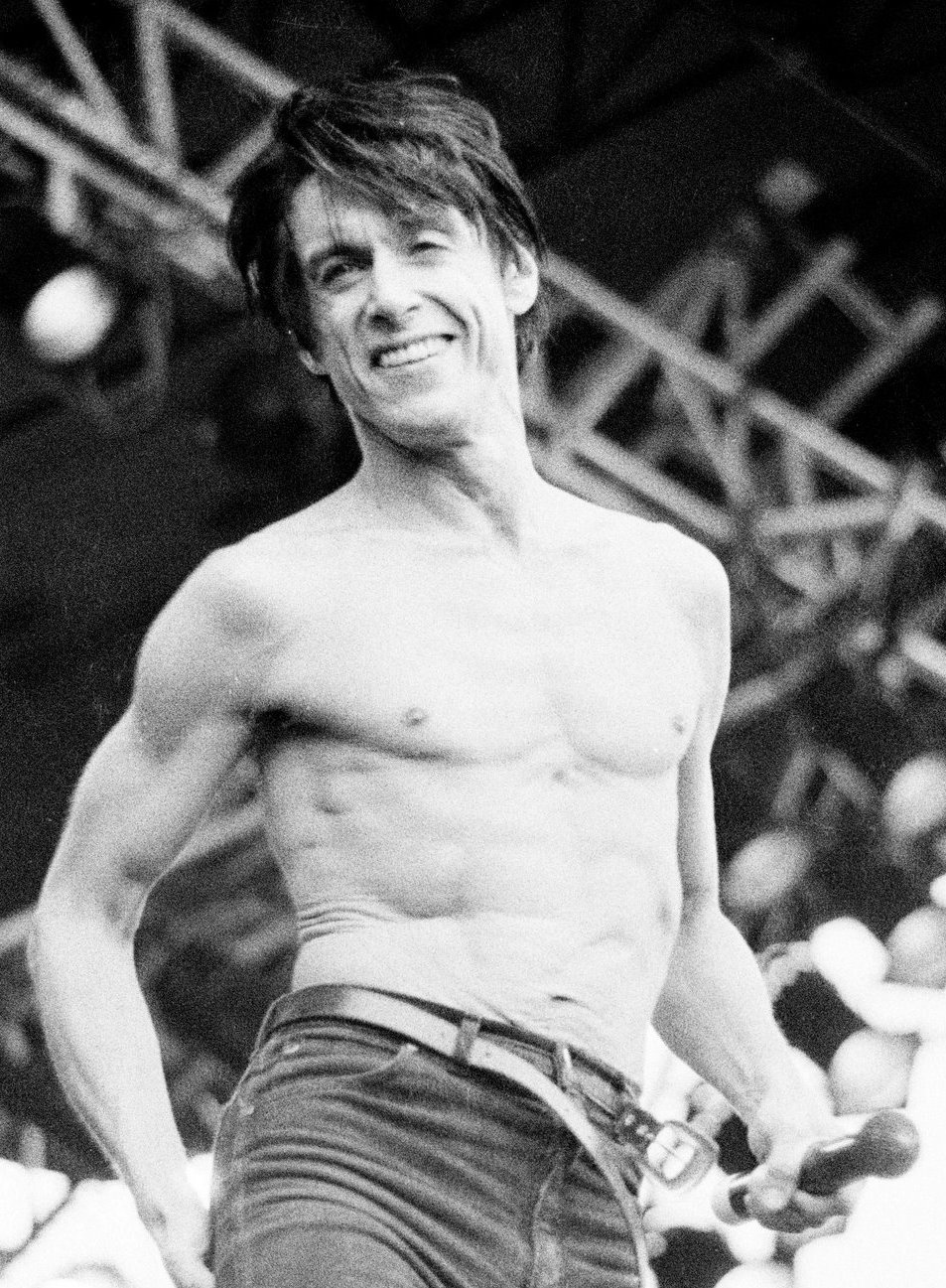
Iggy Pop sur scène en 1987.

À la grande surprise d'Alomar, habitué à voir Bowie boucler l'écriture de ses morceaux dans le studio, le chanteur arrive avec des démos déjà prêtes de huit des neuf chansons qui constituent l'album final. L'exception est Dancing with the Big Boys, un morceau entièrement conçu dans le studio en l'espace de huit heures, sur lequel Bowie et Iggy Pop échangent des propos sans queue ni tête. Pop est présent au Studio pendant une semaine et contribue de manière significative à l'élaboration de plusieurs chansons sans que les crédits ne le reflètent. Sa compagnie semble tirer Bowie de sa torpeur créative et Padgham regrette par la suite qu'il ne soit pas resté plus longtemps. Le reste du temps, le chanteur donne l'impression de s'ennuyer et passe le temps en effectuant des tirages divinatoires avec son Yi Jing.
Le manque d'expérience de Derek Bramble rend les séances tendues. À plusieurs reprises, il insiste pour que Bowie fasse un deuxième essai sur une partie de chant alors que le chanteur et Hugh Padgham considèrent que la première tentative était parfaite. Bramble finit par quitter le Studio à la suite d'une dispute et Padgham doit le remplacer comme producteur pour les dernières séances d'enregistrement. Padgham déteste les morceaux les plus pop comme Blue Jean ou la chanson-titre et voudrait que Bowie ne laisse pas de côté les compositions plus bizarres qu'il a élaborées avec Iggy Pop, mais il ne se sent pas légitime pour faire part de son opinion au chanteur.

### Parution et accueil
Tonight est publié le 24 septembre 1984 par EMI America. Le même mois sort le premier single tiré de l'album, Blue Jean. Promue par l'intermédiaire de Jazzin' for Blue Jean, un court métrage de 21 minutes réalisé par Julien Temple qui s'inspire du clip de Thriller de Michael Jackson, Blue Jean se classe dans le Top 10 des ventes au Royaume-Uni comme aux États-Unis.
Porté par les récents succès de Bowie, l'album réalise lui aussi d'excellentes ventes : no 1 et disque d'or au Royaume-Uni, no 11 et disque de platine aux États-Unis. Plusieurs biographes de Bowie soulignent sardoniquement que c'est surtout grâce aux précommandes que le disque connaît de tels résultats et que ses ventes chutent rapidement après sa sortie, lorsque le public a l'occasion de l'écouter. La presse musicale est partagée : NME et Billboard sont laudateurs, mais Rolling Stone se montre plus négatif en parlant d'« album jetable ».
Après Blue Jean, deux autres singles sont extraits de Tonight. La chanson-titre, éditée en 45 tours au mois de novembre, ne réédite pas le succès de Blue Jean (no 53 au Royaume-Uni et aux États-Unis), tandis que Loving the Alien, sortie en mai 1985, plafonne à la 19e place du hit-parade britannique,.

### Postérité
La sortie de Tonight n'est pas suivie d'une tournée de promotion. Bowie laisse très vite ce disque derrière lui pour se consacrer à d'autres projets, en particulier au cinéma. Au cours des deux années qui suivent, il écrit et interprète des chansons pour les films Le Jeu du faucon, Labyrinthe et Absolute Beginners. Il participe également comme acteur aux deux derniers,.
Avec le recul, Tonight est couramment considéré comme l'un des pires albums de la discographie de David Bowie, y compris par le chanteur lui-même. Dès la campagne de promotion de son successeur Never Let Me Down, en 1987, il décrit Tonight comme un disque qui ne fonctionne pas vraiment comme un tout. Il se montre encore plus négatif en 1989, estimant que Tonight et Never Let Me Down contiennent quelques bonnes chansons, mais qu'ils souffrent d'une production excessive.
Parmi ses biographes, Paul Trynka considère que ce disque synthétise plusieurs défauts déjà apparus précédemment dans sa carrière : « enregistrement précipité, emprunt éhonté d'idées, voix trop travaillée, chansons banales et dépendance excessive à ses collaborateurs clé ». Pour David Buckley, c'est la première fois depuis son tout premier album que Bowie sort un disque contenant plus de mauvaises chansons que de bonnes. Nicholas Pegg est plus indulgent et salue le désir d'expérimentation apparent sur quelques morceaux, mais il juge tout de même que Tonight est un disque en retard sur son époque, incapable de rivaliser avec les poids lourds du monde de la musique pop de l'année 1984.
Bowie n'interprète que trois des neuf chansons de l'album lors de sa tournée suivante, le Glass Spider Tour de 1987 : Loving the Alien, Blue Jean et Dancing with the Big Boys. Blue Jean fait également partie des setlists du Sound + Vision Tour de 1990, tandis que la tournée A Reality Tour de 2003-2004 voit Bowie interpréter Loving the Alien et Blue Jean.

## Caractéristiques artistiques

### Paroles et musique
Tonight est un disque de dance-pop qui s'inscrit dans la continuité de Let's Dance, Bowie craignant de dérouter ses nouveaux fans en s'éloignant trop des sonorités de son précédent opus. En faisant appel à la même section rythmique (Carmine Rojas à la basse et Omar Hakim à la batterie), il propose une musique « entre rock héroïque et hommage rhythm 'n' blues », mais il s'autorise également des incursions vers le reggae, un genre inédit pour lui,. Les arrangements, dominés par les cuivres des Borneo Horns et les synthétiseurs d'Arif Mardin, bénéficient également des interventions de Guy St Onge au marimba,. Des neuf chansons de l'album, cinq sont des reprises, deux sont écrites en collaboration avec Iggy Pop et seules Loving the Alien et Blue Jean sont créditées à Bowie seul. Plusieurs critiques y voient la preuve d'un manque d'inspiration ou d'investissement de la part du chanteur, qui préfère décrire a posteriori le disque comme une suite « violente » de son album de reprises de 1973 Pin Ups.
Avec ses paroles qui abordent des thèmes religieux et politiques, Loving the Alien n'est pas représentative de l'album, bien qu'elle en soit le morceau d'ouverture. Ses arrangements ambitieux, salués par David Buckley, semblent excessifs à Nicholas Pegg, et Bowie lui-même déclare par la suite qu'elle était plus efficace sous forme de démo. Pour Chris O'Leary, « c'est une tentative ratée de produire un chef-d'œuvre du calibre de Station to Station ». Matthieu Thibault considère quant à lui que c'est principalement la lourdeur de la section rythmique qui empêche la chanson d'atteindre son plein potentiel. Blue Jean est quant à elle un morceau enjoué rappelant le rock 'n' roll des années 1950 et 1960, en particulier la chanson Somethin' Else d'Eddie Cochran, sortie en 1959. Ces deux chansons sont couramment considérées comme les meilleures de Tonight.
Les deux morceaux coécrits avec Iggy Pop sont Tumble and Twirl et Dancing with the Big Boys. La première est un récit de voyage inspiré par le séjour des deux hommes en Indonésie après la fin du Serious Moonlight Tour. Musicalement, elle rappelle à Nicholas Pegg les passages influencés par les musiques du monde de Lodger. Avec son abondance d'effets sonores et ses paroles sans queue ni tête, Dancing with the Big Boys est le morceau le plus déroutant de l'album. Bowie affirme que c'est aussi celui qui correspond le mieux à ses intentions artistiques. Pour Thibault, ces deux chansons visent à l'efficacité mais sont handicapées par la lourdeur de la production.

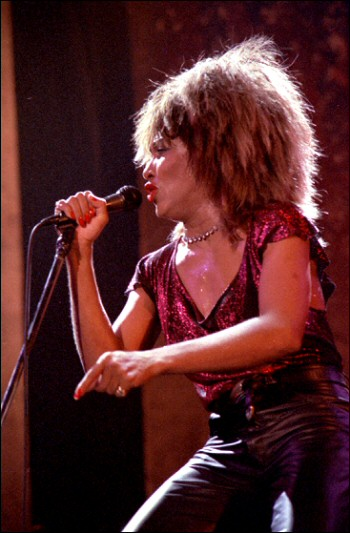
Tina Turner sur scène en 1985.

Parmi les cinq reprises de l'album, trois ont été enregistrées pour la première fois par Iggy Pop : Tonight et Neighbourhood Threat sont parues en 1977 sur Lust for Life, son deuxième album produit par Bowie, tandis que Don't Look Down, coécrite par Pop avec le guitariste James Williamson, provient de son album de 1979 New Values. Don't Look Down pose des problèmes à Bowie, qui essaie de l'appréhender dans différents genres (jazz rock, marche militaire ou ska) avant d'opter pour une version d'inspiration reggae. O'Leary estime qu'elle perd ainsi toute la force de l'originale, mais Pegg la trouve très bonne,. À l'inverse, Neighbourhood Threat est un morceau énergique, qui troque les percussions menaçantes de la version originale de Pop au profit d'une guitare plus lourde. C'est pour O'Leary une reprise grotesque au son digne d'un flipper. Enfin, la chanson-titre est un duo avec Tina Turner sur des arrangements reggae. Par rapport à la version originale, Bowie supprime le monologue introductif qui contextualisait la chanson comme une ode à une femme en train de mourir d'une overdose d'héroïne. O'Leary considère qu'avec ce morceau, il tente de rééditer la formule gagnante de China Girl : « aseptiser un morceau bizarre d'Iggy Pop pour obtenir un hit sur MTV ».
Deux reprises de chansons des années 1960 viennent compléter Tonight. I Keep Forgettin' est un morceau de R&B écrit et produit par Jerry Leiber et Mike Stoller pour Chuck Jackson en 1962. Bowie affirme au moment de la sortie de l'album avoir toujours voulu la reprendre, mais les critiques jugent son interprétation médiocre et peu mémorable,. Sa version de God Only Knows des Beach Boys (morceau apparu sur leur album de 1966 Pet Sounds), avec ses arrangements imposants de cordes et de saxophones et une performance vocale de chanteur de charme, est quant à elle souvent considérée comme l'une des pires chansons de sa carrière,. Trynka la décrit comme « la reprise d'un chanteur de bals et de mariages ».

### Pochette et visuels
La pochette de Tonight est conçue et réalisée par Mick Haggerty (en), déjà responsable de celle de Let's Dance. Il s'agit d'un portrait de Bowie, dont la peau est teinte en bleu, sur un arrière-plan où figurent des fleurs et des images aux couleurs vives, structuré par une grille noire, comme une sorte de « vitrail bucolique ». Elle évoque les photomontages du duo d'artistes plasticiens britanniques Gilbert & George. Le clip de Loving the Alien fait écho à la pochette en faisant apparaître un Bowie à la peau bleue. Le chanteur fait à nouveau appel à Haggerty en 1987 pour l'habillage de son album suivant, Never Let Me Down.
David Buckley note que contrairement à son habitude, Bowie ne modifie pas son apparence de manière particulièrement notable pour accompagner la sortie de Tonight. Avec ses cheveux teints en brun et ses vestes criardes, il donne l'impression de s'être laissé habiller par des stylistes, sans chercher à se réinventer.

## Fiche technique

### Titres

#### Album original
| 1. | Loving the Alien | David Bowie                   | 7:11 |
| 2. | Don't Look Down  | Iggy Pop, James Williamson    | 4:11 |
| 3. | God Only Knows   | Brian Wilson, Tony Asher (en) | 3:08 |
| 4. | Tonight          | David Bowie, Iggy Pop         | 3:46 |

| 5. | Neighborhood Threat       | David Bowie, Iggy Pop, Ricky Gardiner | 3:12 |
| 6. | Blue Jean                 | David Bowie                           | 3:11 |
| 7. | Tumble and Twirl          | David Bowie, Iggy Pop                 | 5:00 |
| 8. | I Keep Forgettin'         | Jerry Leiber, Mike Stoller            | 2:34 |
| 9. | Dancing with the Big Boys | David Bowie, Iggy Pop, Carlos Alomar  | 3:34 |

#### Rééditions
En 1995, Tonight est réédité par Virgin Records au format CD avec trois chansons supplémentaires provenant des bandes originales des films Le Jeu du faucon, Labyrinthe et Absolute Beginners.
| 10. | This Is Not America (avec le Pat Metheny Group) | David Bowie, Pat Metheny, Lyle Mays | 3:51 |
| 11. | As the World Falls Down (en)                    | David Bowie                         | 4:46 |
| 12. | Absolute Beginners                              | David Bowie                         | 8:00 |

La réédition remasterisée publiée par EMI en 1999 n'inclut pas ces titres bonus.

### Musiciens
Suivant O'Leary et Pegg :
- David Bowie : chant
- Tina Turner : chant sur Tonight
- Iggy Pop : chant sur Dancing with the Big Boys
- Carlos Alomar : guitare, guitare rythmique, guitare solo sur Dancing with the Big Boys, cuatro sur Tumble and Twirl
- Derek Bramble : synthétiseurs (Roland Jupiter-8, Oberheim OB-Xa, PPG, Yamaha DX7), piano, guitare, basse
- Carmine Rojas : basse
- Omar Hakim : batterie
- Sammy Figueroa (en) : percussions (wood-block, congas, tambourin)
- Guy St. Onge : marimba
- Rob Yale : Fairlight CMI sur Loving the Alien et God Only Knows
- Arif Mardin : arrangements des cordes sur Loving the Alien et God Only Knows, synthétiseur sur Neighbourhood Threat
- Mark Pender (en) : trompette, bugle
- The Borneo Horns :
  - Stan Harrison (en) : saxophone alto, saxophone ténor
  - Lenny Pickett : saxophone ténor, clarinette
  - Steve Elson : saxophone baryton
- Robin Clark (en), Curtis King, George Simms : chœurs
- musiciens inconnus : violon, alto, violoncelle et contrebasse sur Loving the Alien et God Only Knows

### Équipe de production
- David Bowie : producteur, mixage
- Derek Bramble : producteur
- Hugh Padgham : producteur, ingénieur du son, mixage
- Robert Ludwig : mastering
- Mick Haggerty (en) : conception et réalisation de la pochette

### Classements et certifications
| Pays (classement)              | Meilleure position |
| ------------------------------ | ------------------ |
| Allemagne (Media Control AG)   | 8                  |
| Australie (ARIA)               | 4                  |
| Autriche (Ö3 Austria Top 40)   | 8                  |
| Canada (Canadian Albums Chart) | 4                  |
| États-Unis (Billboard 200)     | 11                 |
| Norvège (VG-lista)             | 3                  |
| Nouvelle-Zélande (RIANZ)       | 4                  |
| Pays-Bas (Mega Album Top 100)  | 1                  |
| Royaume-Uni (UK Albums Chart)  | 1                  |
| Suède (Sverigetopplistan)      | 4                  |
| Suisse (Schweizer Hitparade)   | 8                  |

| Pays                  | Certification | Date              | Ventes certifiées |
| --------------------- | ------------- | ----------------- | ----------------- |
| Canada (Music Canada) | 2 × Platine   | 1er décembre 1984 | 200 000           |
| États-Unis (RIAA)     | Platine       | 21 novembre 1984  | 1 000 000         |
| Royaume-Uni (BPI)     | Or            | 18 octobre 1984   | 100 000           |